# نزف فجائي نخامي
النزف الفجائي النخامي هي نزيف أو خلل في التروية الدموية للغدة النخامية عند قاعدة الدماغ. المشكلة في العادة تحدث مصاحبة للورم النخامي على الرغم أنه في 80% من الحالات لا يكون الورم مشخصاً. أكثر الأعراض شيوعاً هو صداع مفاجئ يصاحبه عادة تدهور سريع في مجال الرؤية أو نظر مزدوج سببه الضغط على الأعصاب المحيطة بالغدة النخامية. هذه الأعراض في كثير من الحالات يلحقها أعراض حادة يسببها نقص إفراز الهرمونات المهمة وبصورة طاغية قصور في الهرمونات الكظرية.
التشخيص يتم عن طريق الرنين المغناطيسي وتحليل الدم. العلاج يكون عن طريق التصحيح الدقيق لنقص الهرمونات، وفي كثير من الأحيان إزالة الغدة جراحياً تكون لازمة. الكثيرمن الناس الذين أصيبوا بنزف فجائي نخامي يصابون بنقص في إفراز هرمونات الغدة النخامية ويتطلبون تعويض هرموني طويل المدى. الحالة الأولى للمشكلة سجلت سنة 1998.

## المسببات
تقريباً جميع المسببات تنبعث من ورم نخامي، وهو ورم حميد يصيب الغدة النخامية. في 80% من الحالات، المرضى لا يكونون على علم بإصابتهم بالمرض (على الرغم من أنهم سيتذكرون بعض الأعراض السابقة المتعلقة بالورم). في السابق كان يعتقد أن نوع معين من الأورام النخامية أكثر عرضة للإصابة بالنزف الفجائي النخامي، لكن هذا لم يؤكد حتى الآن. بصورة قطعية فقط جزء صغير من المصابين بأورام نخامية يصابون بنزف فجائي نخامي. في تحليل لحالات الأورام النخامية المكتشفة بالصدفة، النزف الفجائي النخامي حدثت بمعدل 0.2 % سنوياً فقط، لكن خطر الإصابة كان أعلى في من لديهم أورام أكبرمن 10 مليمتر  ("macroadenomas") و الأورام التي تنموا بسرعة أكبر، لكن التحليل الإحصائي أظهر أنه لا توجد دلائل إحصائية معبرة لهذه الحالات.
معظم الحالات (60-80%) لا يعجل حدوثها سبب واحد معين. ربع الحالات لديهم تاريخ مع ارتفاع ضغط الدم، لكن هذه مشكلة شائعة في عامة المجتمع، وليس من الواضح إن كانت تزيد خطر الإصابة بالنزف الفجائي النخامي بصورة معتبرة. بعض الإصابات كانت مرتبطة بحالات وأوضاع معينة، لكن لا يعلم إن كانت هذه الحالات مسببة للمشكلة بالفعل. من بين الحالات المرتبطة التي ذكرت كانت العمليات الجراحية ( خصوصاً جراحة فتح مجرى جانبي للشريان التاجي، حيث يحدث الكثير من التذبذب في ضغط الدم)، اضطرابات تخثر الدم أو الأدوية التي تمنع تخثر الدم، العلاج الإشعاعي للغدة النخامية، إصابات الدماغ الرضخية، الحمل(تتضخم الغدة النخامية خلاله) و علاج الإيستروجين. و ذكر أن التحفيز الهرموني للغدة النخامية قد يكون مسبباً. أيضاً علاج الورم النخامي المفرز لهرمون البرولاكتين القائم على أدوية الدوبامين قد يقود للمشكلة كما هو الحال أيضاً مع إيقاف مثل هذه الأدوية.
النزيف من بعض البواقي الكيسية من فترة التكوين الجنيني للغدة النخامية(Rathke's cleft cyst) و التي من المفترض أن تختفي بعد اكتمال الجنين قد تسبب أعراضاً مطابقة للنزف الفجائي النخامي. البعض يعتبر النزف الفجائي النخامي مختلفًا تماماً من متلازمة شيهان والتي تصاب فيها الغدة النخامية بنزف فجائي ناشئة عن انخفاض مزمن ي ضغط الدم خصوصاً بعد الولادة. هذه الحالة تحدث عادة من دون وجود ورم. لكن البعض يعتبر متلازمة شاهين كنوع من أنواع النزف الفجائي النخامي.

## التشخيص
من المفضل القيام بتصوير الرنين المغناطيسي إن كانت الحالة مشتبهاً بها، حيث أن الرنين قادر على رصد المشكلة في 90% من الحالات من الممكن أن ترصد السكتات النخامية الناشئة عن قل التروية الدموية للغدة أو بسبب نزيف فيها. من الممكن إنشاء سلاسل مختلفة من صور الرنين المغناطيسي لتحديد متى بدأت النزف الفجائي ونوعها سواء نزيفية أو بسبب قلة التروية. إن لم يكن الرنين المغناطيسي ممكناً( كما في حالة الخوف من الأماكن المغلقة أو وجود مزروعات معدنية في جسد المريض) حينها من الممكن استخدام التصوير المقطعي لإظهار مشاكل الغدة النخامية لكنه أقل فاعلية من الرنين المغناطيسي. 25% من الأورام النخامية يعثر بها على بعض المناطق المصابة بسكتات دماغية نزيفية بواسطة الرنين المغناطيسي، لكن تشخيص النزف الفجائي النخامي يجب أن يصاحبه أعراض.
في بعض الحالات يكون من اللازم القيام بخزعة ظهرية إن كان هناك شك أن الأعراض سببها (التهاب السحايا أو نزف تحت العنكبوتية). هذا هو فحص السائل الدماغي الشوكي الذي يغلف الحبل الشوكي، العينة ت}خذ عن طريق حقنة تدخل تحت تأثير التخدير الموضعي للحبل الشوكي. في حالة النزف الفجائي النخامي عادةً تكون النتائج سليمة إلا في حال تسلل الدم من النخامية إلى المساحة تحت العنكبوتية. إن كان الشك في وجود نزيف تحت عنكبوتي ما يزال قائماً حينها من الممكن أن يكون استخدام قثطار الرنين المغناطيسي (MRI) لازماً لاكتشاف أم الدم الداخل قحفي(أكبر مسبب للنزيف تحت العنكبوتي)
أدلة التوجيهات المحترفة توصي في حالة تشخيص النزف الفجائي النخامي أو الشك بالإصابة أن يتضمن تحليل الدم المنفذ للمريض لعد دموي كامل، مستوى اليوريا( لقياس وظائف الكلى وعادة يكون مع مستوى الكيرياتين) الأيونات (الصوديوم والبوتاسيوم)، اختبارات وظائف الكلى، اختبارات تخثر الدم الاعتيادية، ومستوى الهرمونات.
اختبار المجال البصري يوصى به بأسرع ما يمكن بعد التشخيص لكونه يحدد مدى الضرر الذي تعرض له العصب البصري وقد يحدد مدى الحاجة للتدخل الجراحي.